# レイ・ケネディ (サッカー選手)
レイ・ケネディ（Ray Kennedy、1951年6月28日 - 2021年11月30日）は、イングランド・シートン・デラヴァル出身の元サッカー選手で元指導者。元イングランド代表。現役時代のポジションはMF、FW。
アーセナルのユース出身で、1968年にトップチームに昇格しFWとしてプレー、6シーズンで212試合71ゴールを記録、1970－71シーズンのFAカップ、フットボールリーグカップの2冠獲得に貢献した。
1974－75シーズンよりリヴァプールに移籍、ここでは1975－76シーズン途中から左サイドハーフとしてプレー、7シーズン半を過ごしトータルで393試合73ゴールを記録、3度のUEFAチャンピオンズカップ、5度のリーグ優勝など数々のタイトル獲得に貢献した。
1975－76シーズンのUEFAカップ決勝、クラブ・ブルージュ戦のファーストレグでは先制ゴールを決めただけでなく、ジミー・ケイスのゴールをアシストし同大会の優勝に大きく寄与した。また1980-81シーズン、UEFAチャンピオンズカップ準決勝FCバイエルン・ミュンヘン戦、ホームアンフィールドでのファーストレグを0－0で引き分け、バイエルンの圧倒的有利な状況の中、セカンドレグでアウェイゴールを決め、決勝進出に貢献、決勝のレアル・マドリード戦でもアラン・ケネディの決勝ゴールをアシストする活躍で優勝に貢献した。1982－83シーズン途中にリヴァプールを退団、スウォンジーに移籍した。
イングランド代表としてはU-23イングランド代表、A代表でプレー、A代表ではUEFA欧州選手権1980では2試合でプレーしたが 、1981年に代表からの引退を表明した。

## タイトル

### クラブ
アーセナル
- FAカップ 1970-71
- フットボールリーグカップ 1970-71

リヴァプールFC
- ファーストディヴィジョン  : 1975-76, 1976-77，1978-79，1979-80, 1981-82,
- FAカップ (2) : 1980-81, 1981-82,
- FAチャリティ・シールド (4) : 1976, 1977, 1979, 1980,
- UEFAチャンピオンズカップ (3) : 1976-77,1977-78, 1980-81,
- UEFAカップ 1975-76
- UEFAスーパーカップ 1977
- フットボールリーグカップ 1981